# 거트루드 지킬
거트루드 지킬(Gertrude Jekyll, 1843년 11월 29일 ~ 1932년 12월 8일)은 영국의 원예사, 정원 디자이너, 공예가, 사진사, 작가이자 화가이다. 영국, 미국과 유럽에서 400곳 이상의 정원을 설계하였으며 원예 잡지 《컨트리 라이프》(Country Life), 《더 가든》(The Garden) 등에 기고하였다.